# 아론다이트
아론다이트(Arondight)는 아서 왕 전설에 나오는 원탁의 기사인 랜슬롯이 호수의 여인에게서 받은 보검이다. 14세기 영국의 무훈시 《비비스》에서 처음으로 언급되었다. 칼날의 이가 절대 빠지지 않는다고 전해진다.